# Sabir

Portulano medieval del Mediterráneo.

El sabir, originalmente lingua franca, fue un pidgin (a veces considerados varios y no solo uno) hoy desaparecido que se utilizó entre los siglos XVI y XIX por los marinos y mercaderes del mar Mediterráneo, en los puertos y países de lenguas de origen románico, especialmente genoveses, venecianos, occitanos y catalanes, para la comunicación entre hablantes de lenguas distintas.
Los pidgins suelen definirse como sistemas lingüísticos muy reducidos que se emplean para contactos puntuales entre hablantes de distintas lenguas y que no son nativas de ninguna comunidad o grupo (De Camp, 1971).

## Orígenes
Se estima que en la época medieval, debido al comercio, las relaciones marítimas y los estrechos contactos político-militares entre Occidente y Oriente, ya existía una serie de interlenguas romances de base galorromance y, sobre todo, italorromance. Pero eran variedades genéricas de contacto inestables y poco elaboradas que no se podían asimilar a un pidgin. Algunos lingüistas admiten la presencia a lo largo de las costas bereberes de una lengua común que se desarrolló a partir de una jerga marítima de base esencialmente italiana y que sólo se estabilizó, según la documentación existente, en el siglo XVI en los estados berberiscos (Argel, Túnez y Trípoli). En la zona de Levante, plantean una situación sociolingüística diferente caracterizada por una interlengua de base italo-romance (veneciana) que probablemente ya estaba muy extendida en la Edad Media.

## Características
El sabir tomó su léxico y parte de su gramática de distintas lenguas romances y otras lenguas mediterráneas. Se estima que la versión más temprana adoptó directamente términos del latín, adaptándose luego principalmente a la evolución del italiano (el 70 % de sus palabras se relacionan con dialectos italianos, especialmente el genovés), y secundariamente del español, del occitano, del catalán y del portugués. 
Posteriormente incorporó un poco de vocabulario árabe, turco y griego.
Fue utilizado también en el mar Rojo y en el océano Índico, como demuestra su uso para nombrar en el norte de Somalia el cabo Guardafui (que en dialecto genovés significa 'mira-escapa': guarda '¡mira!' y fuggi/fui '¡escapa!'). El primer uso documentado se remonta a 1353 en Djerba, en el actual Túnez. Con los años, en la costa tunecina y argelina fue nutriéndose además del francés.
El escritor español Miguel de Cervantes, en el capítulo XLI de la primera parte de la novela Don Quijote de la Mancha, donde concluye la Historia del capitán cautivo, hace una alusión clara del sabir cuando menciona la existencia de una «lengua que en toda la Berbería y aun en Costantinopla se halla entre cautivos y moros, que ni es morisca ni castellana ni de otra nación alguna, sino una mezcla de todas las lenguas, con la cual todos nos entendemos[...]»
De acuerdo con Ethnologue, hoy en día es posible que exista una variedad en las islas del mar Egeo, en que la sintaxis es predominantemente árabe, mientras que el vocabulario se nutre del italiano (65-70 %), el español (10 %), el judeoespañol, el francés, el catalán y el turco.

## Ejemplo
El Padre Nuestro:

Padri di noi,
ki star in Cyelo,
noi voliri ki nomi di ti star saluti.
Noi volir ki il paisi di ti star kon noi,
i ki ti lasar ki tuto il populo fazer volo di ti na tera,
syemi syemi ki nel Cyelo.

El dramaturgo parisino Molière (1622-1673) escribió algunas palabras en sabir, en su obra Le Bourgeois gentilhomme, donde se nota la influencia del dialecto de la República de Génova:

Se ti sabir...........Si tu sabes (en dialecto de Génova: se ti sabir)
ti respondir,........tu respondes (Genovés: ti respondir),
se non sabir.......si tu no sabes (Genovés:se non sabir)
tazir, tazir............callate, cállate (Genovés: tazer, tazer).